# Archelaos I.
Archelaos I. (altgriechisch Ἀρχέλαος Archélaos) war von 413 bis 399 v. Chr. König von Makedonien. Als unehelicher Sohn des Perdikkas II. kam er gewaltsam durch Beseitigung seiner Verwandten auf den Thron. Er führte grundlegende Reformen in Verwaltung, Militär sowie Handel durch und schuf die Grundlagen für die spätere Großmachtstellung Makedoniens. Auch zog er bedeutende griechische Künstler und Dichter wie Euripides an seinen Hof, um die Verbreitung griechischer Kultur in Makedonien zu fördern.

## Leben

### Abstammung und Herrschaftsantritt
Archelaos war ein Sohn des makedonischen Königs Perdikkas II. Seine Mutter soll eine Sklavin seines Onkels Alketas namens Simiche gewesen sein. Jedenfalls wurde er von seinem Vater legitimiert, da er in einem um 415 v. Chr. mit Athen geschlossenen Vertrag nach Perdikkas und Alketas an dritter Stelle genannt wird. Laut der gehässigen Darstellung Platons, der ihn als „skrupellosesten aller Makedonen“ bezeichnet, bahnte sich Archelaos durch Verwandtenmord den Weg auf den Thron. Wahrscheinlich sollte er nach dem Tod Perdikkas’ II. (413 v. Chr.) als Vormund für dessen siebenjährigen Sohn unbekannten Namens die Regierung übernehmen. Nachdem er aber schon zuvor seinen Onkel Alketas und dessen Sohn Alexander beseitigt hatte, räumte er, so Platon, auch den rechtmäßigen Erben aus dem Weg, bestieg selbst den Thron und heiratete Kleopatra, die Witwe seines Vaters. Mit dieser hatte er einen Sohn Orestes, der Thronfolger werden sollte, und zwei Töchter. Amyntas war sein Sohn mit einer Nebenfrau.
Der Althistoriker Hermann Bengtson hält die antike Überlieferung über die gewaltsame Herrschaftsübernahme des Archelaos für glaubwürdig. Derartige Gewalttaten zur Erlangung der Regierung seien für das antike Makedonien charakteristisch. Auch Ernst Badian führt aus, dass die Tötung anderer Thronprätendenten bei Vertretern des Königshauses der Argeaden, die kein festes Nachfolgerecht kannten, nicht selten war.

### Friede mit Athen
Fast unmittelbar nach seinem Regierungsantritt sah sich Archelaos einer Situation gegenüber, die ihm eine völlige Kehrtwendung in den Beziehungen zu Athen erlaubte, das im vergangenen halben Jahrhundert die Hauptbedrohung für Makedonien darstellte. Die Athener erlitten während des Peloponnesischen Kriegs eine vernichtende Niederlage in Syrakus auf Sizilien im Spätjahr 413 v. Chr., bei der die meisten ihrer Schiffe zerstört wurden. Dies führte in Athen zu einem enormen Bedarf an Schiffsbauholz und gab Archelaos die Möglichkeit, den Preis zu diktieren – was er aber nicht ausnutzte, so dass die Athener ihm und seinen Kindern die Titel proxenos („Staatsgastfreund“) und euergetes („Wohltäter“) verliehen.

### Kriege
Im Jahre 410 v. Chr. fiel die Stadt Pydna von Makedonien ab. Archelaos zog mit einer großen Streitmacht vor Pydna und belagerte es. Unterstützung erhielt er durch den athenischen Feldherrn Theramenes, der mit einem Flottenkontingent am Kriegsschauplatz erschien. Als sich aber die Belagerung hinzog, segelte Theramenes nach Thrakien, um sich Thrasybulos, dem Oberkommandierenden der athenischen Seestreitkräfte, anzuschließen. Archelaos vermochte Pydna schließlich zu erobern, zerstörte die Stadt und errichtete sie etwas landeinwärts neu.
Auch die Auseinandersetzung mit dem makedonischen Lynkestis, in die schon sein Vater Perdikkas II. verwickelt gewesen war, ging weiter. So kam es zum Krieg mit Sirras, dem König von Elimiotis, und Arrhabaios, dem König von Lynkestis. Schließlich erreichte Archelaos ein Friedensabkommen mit Lynkestis und Elymaia und gab Sirras seine älteste Tochter zur Frau.

### Staatsreformen
Archelaos leitete eine Reihe innerer Reformen ein. Dem zeitgenössischen griechischen Historiker Thukydides zufolge brachte Archelaos Makedonien durch die Gründung von festen Plätzen, eine bessere Ausrüstung des Heers und die Aufstellung einer schlagkräftigen Kavallerie in einen besseren Verteidigungszustand als seine Vorgänger. Archelaos’ Bestrebungen, die Wehrhaftigkeit seines Volks zu steigern, scheinen aber nicht ausgereicht zu haben; konnte doch der spätere makedonische König Amyntas III. Einfälle der Illyrer in Makedonien nicht verhindern. Die von Archelaos ebenfalls veranlasste Errichtung von Landstraßen stärkte die königliche Zentralgewalt und förderte gleichzeitig Handel und Verkehr.
Seinen Hof verlegte Archelaos von Aigai nach Pella, einen viel besseren und strategischen Platz, näher an den östlichen Provinzen und am Meer gelegen. Niedermakedonien gliederte er in Stadtbezirke. Er ließ eine Unmenge hochwertiger Münzen prägen und führte anstatt des bisher üblichen phönikischen Münzfußes eine neue, lydisch-persische Währung ein.

### Kunst und Kultur
Archelaos baute auch die kulturellen Kontakte zum südlichen Griechenland aus. In seinem neuen Palast in Pella, der von Zeuxis mit Gemälden ausgestaltet wurde, bewirtete er berühmte Dichter, darunter Euripides, Agathon, Choirilos und Timotheos, ferner Musiker und Maler wie den bereits erwähnten Zeuxis (den berühmtesten Maler seiner Zeit). Euripides, der seine letzten Jahre an Archelaos’ Hof verbrachte, dichtete dem König zu Ehren ein Drama Archelaos und verfasste hier kurz vor seinem Tod die Tragödie Die Bakchen. An Sokrates richtete Archelaos eine, allerdings vergebliche Einladung, an seinen Hof zu kommen.
Da Makedonen, als Nichtgriechen, von griechischen Festspielen ausgeschlossen waren, stiftete der König in Dion seine eigenen olympischen Spiele mit musikalischen und athletischen Wettbewerben zu Ehren des Zeus und der Musen, an denen die größten Athleten und Künstler Griechenlands teilnahmen. Zudem wurde er bei den 93. Olympischen Spielen 408 v. Chr. zum Olympiasieger im Tethrippon (Wagenrennen) gekränzt.

### Einflussnahme in Thessalien
Um 400 v. Chr. gewann Archelaos maßgeblichen Einfluss auf die bedeutende thessalische Stadt Larisa, indem er den dort herrschenden Aleuaden Aristippos bei der Herstellung einer extremen Oligarchie unterstützte. Auch konnte er die nordthessalische Landschaft Perrhaiboi besetzen. In der Rede Hypér Larisaion hatte sich schon Thrasymachos über das Verhältnis der Einwohner Larisas zum Makedonenkönig ausgelassen und polemisch gefragt, ob die Griechen dem Archelaos, einem „Barbaren“, als Sklaven dienen sollten. Dasselbe Thema wird in einer erhaltenen Flugschrift erörtert, die zur Befreiung von der Herrschaft des Archelaos und zum Anschluss an Sparta aufruft.

### Tod
Archelaos wurde 399 v. Chr. bei der Jagd durch seinen Pagen Krataios (oder Krateuas) getötet. Laut dem antiken Historiker Diodor geschah dies unabsichtlich. Die meisten Quellen behaupten aber, dass die Tat Teil einer Verschwörung war. In einer der Versionen wird angegeben, dass der Page Archelaos aus Rache ermordet habe, weil der König sein Versprechen gebrochen habe, ihm eine seiner Töchter zur Gemahlin zu geben. Als Mittäter soll ein aus Larisa zu Archelaos geflüchteter Adliger, Hellanokrates, fungiert haben, der dem König grollte, weil dieser ihn nicht wie versprochen in seine Heimatstadt zurückgeführt hatte. Möglicherweise steckten politische Motive hinter der Tötung des Archelaos, die aber nicht klar überliefert sind.